# Präsident (Singapur)

Flagge des Präsidenten von Singapur

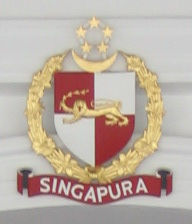
Hoheitszeichen des Präsidenten von Singapur

Der Präsident der Republik Singapur (malaiisch Presiden Republik Singapura, englisch President of the Republic of Singapore chinesisch 新加坡共和国總統, Pinyin Xīnjiāpō Gònghéguó Zǒngtǒng, Tamil சிங்கப்பூர் குடியரசுத் தலைவர்) ist das Staatsoberhaupt der Republik Singapur. Der Präsident vertritt das Land in offiziellen diplomatischen Funktionen und verfügt über bestimmte Exekutivbefugnisse gegenüber der Regierung, einschließlich der Kontrolle der nationalen Reserven und der Möglichkeit, Ernennungen im öffentlichen Dienst zu widerrufen und vorzunehmen.
Der Präsident hat auch das Recht, Begnadigungen zu gewähren. Nachdem Singapur 1959 die vollständige interne Selbstverwaltung vom Britischen Weltreich erlangt hatte, wurde das zeremonielle Amt des Yang di-Pertuan Negara (wörtlich „Herr des Staates“) geschaffen. Das Amt wurde später nach der Unabhängigkeit Singapurs im Jahr 1965 vom Präsidenten Singapurs abgelöst. Die ursprüngliche Rolle des Präsidenten war größtenteils zeremoniell und symbolisch und hatte verbleibende Befugnisse Gesetzentwürfe, vor allem in Bezug auf die Reserven des Landes als Check-and-Balance-Verfahren, sowie zur Aufhebung und Ernennung von Ernennungen im öffentlichen Dienst neben anderen in der Verfassung aufgeführten Befugnissen.
Vor 1991 wurde der Präsident vom Parlament ernannt. In diesem Jahr wurde eine Verfassungsänderung vorgenommen, die die direkte Wahl des Präsidenten durch eine Volksabstimmung ermöglichte, die erstmals 1993 stattfand. Singapur folgt einem nicht-exekutiven Modell des parlamentarischen Systems von Westminster, bei dem der Präsident nicht der Regierungschef ist, sondern das Staatsoberhaupt. Diese Befugnisse liegen stattdessen beim Kabinett unter der Leitung des Premierministers. Im Jahr 2016 wurde eine weitere Verfassungsänderung vorgenommen, die es ermöglicht, eine Präsidentschaftswahl einer ethnischen Gemeinschaft in Singapur vorbehalten zu können, wenn in den letzten fünf Amtszeiten des Präsidenten niemand aus dieser Gemeinschaft Präsident war.
Der Präsident hat weitreichende formelle Verpflichtungen und die Pflicht, über der Parteipolitik zu handeln. Gemäß der Verfassung muss der Präsident ein singapurischer Staatsbürger und überparteilich sein sowie durch eine Volksabstimmung gewählt werden. Die ehemalige Präsidentin Halimah Yacob, die ihr Amt am 14. September 2017 antrat, nachdem sie in einer reservierten Wahl ohne Gegenkandidaten angetreten war, war die erste Präsidentin in der Geschichte des Landes. Der derzeit gewählte Präsident ist Tharman Shanmugaratnam, der sein Amt am 14. September 2023 angetreten hat.

## Geschichte
Das Amt des Präsidenten der Republik Singapur wurde am 9. August 1965 geschaffen, als Singapur die Unabhängigkeit von Malaysia erlangte. Es trat die Nachfolge des Amtes des Yang di-Pertuan Negara (wörtlich „Herr des Staates“) an, das geschaffen wurde, als Singapur 1959 die Selbstverwaltung vom Britischen Weltreich erlangte. Der letzte Yang di-Pertuan Negara, Yusof Ishak, wurde der erste Präsident von Singapur. Nach seinem Tod im Jahr 1971 wurde Benjamin Sheares sein Nachfolger, der vom Parlament ernannt wurde und bis zu seinem Tod im Jahr 1981 im Amt war.
Nachfolger von Sheares wurde Devan Nair, der zwischen 1979 und 1981 vor seiner Präsidentschaft Abgeordneter für Anson SMC war und 1985 zurücktrat. Während der offensichtliche Grund für Nairs Rücktritt darin bestand, sich von seinem Alkoholismus zu erholen, Nair bestreitet die Darstellung und behauptet, er sei vom ehemaligen Premierminister Goh Chok Tong aus dem Amt gedrängt worden. Nachfolger von Nair wurde Wee Kim Wee, der von 1980 bis 1984 vor seiner Präsidentschaft bis 1993 als Botschafter Südkoreas und Japans fungierte und der erste Präsident war, der gemäß den Verfassungsänderungen im Jahr 1991 Sorgerechtsbefugnisse ausübte.
In den frühen 1980er-Jahren erlitt die People’s Action Party (PAP), die damals alle Parlamentssitze in Singapur innehatte, ihre erste Parlamentsniederlage seit 15 Jahren gegen J. B. Jeyaretnam von der Worker’s Party (WP). Daher befürchtete der damalige Premierminister Lee Kuan Yew, dass es eines Tages zu einem „ungewöhnlichen Wahlergebnis“ kommen würde, bei dem die PAP keine Kontrolle mehr über das Parlament hätte und die Oppositionsparteien uneingeschränkten Zugriff auf die Reserven der Regierung hätten. Daher verabschiedete das Parlament im Januar 1991 eine Verfassungsänderung, um die Rolle des Präsidenten neu zu definieren.
Der erste gewählte Präsident war Ong Teng Cheong, der vor seiner Präsidentschaft zwischen 1985 und 1993 als stellvertretender Premierminister fungierte. Er war von 1993 bis 1999 Präsident. Die Regierung Singapurs betrachtete Ongs Vorgänger Wee Kim Wee offiziell als ersten gewählten Präsidenten, da er die Befugnisse des gewählten Präsidenten innehatte und ausübte. Dies war eine Folge von Übergangsbestimmungen in der Verfassung von Singapur im Jahr 2017, die vom Obersten Gerichtshof nach einer rechtlichen Anfechtung durch den damaligen Präsidentschaftskandidaten Tan Cheng Bock bestätigt wurden. Tan legte gegen diese Entscheidung Berufung ein, die Berufung wurde jedoch vom Berufungsgericht abgewiesen.
Der sechste und älteste Präsident war S. R. Nathan, der vor seiner Präsidentschaft von 1990 bis 1996 als Botschafter der Vereinigten Staaten fungierte. Er kandidierte ohne Gegenkandidaten und wurde Präsident, weil er der einzige Kandidat war, der vom Presidential Elections Committee (PEC) als geeignet erachtet wurde. Seine erste Amtszeit dauerte von 1999 bis 2005, bevor er erneut ohne Gegenkandidaten für eine zweite Amtszeit wiedergewählt wurde, und zwar bis 2011. Nach dem Rücktritt von S. R. Nathan gewann Tony Tan, der vor seiner Präsidentschaft zwischen 1995 und 2005 stellvertretender Premierminister war, die Präsidentschaftswahl 2011 in einem Vierkampf mit knappem Vorsprung. Am 1. September 2011 wurde er als siebter Präsident Singapurs vereidigt.
Die achte und amtierende Präsidentin, Halimah Yacob, die vor ihrer Präsidentschaft von 2013 bis 2017 Parlamentspräsidentin war, trat ihr Amt am 14. September 2017 an. Sie war die einzige geeignete Kandidatin im Rahmen der neuen Reformbedingungen, die Anfang des Jahres in Kraft traten. Yacob war außerdem das erste malaiische Staatsoberhaupt seit 47 Jahren seit dem Tod des ersten Präsidenten Singapurs, Yusof Ishak, und die erste Präsidentin Singapurs.
Am 1. September 2023 wurde Tharman Shanmugaratnam mit 70,4 % der abgegebenen Stimmen zum neunten Präsidenten Singapurs gewählt.

## Liste
Diese Liste gibt die Präsidenten der Republik Singapur seit der Unabhängigkeit des Landes im Jahr 1965 wieder.
| Name                                  | Beginn der Amtszeit | Ende der Amtszeit  |
| ------------------------------------- | ------------------- | ------------------ |
| Yusof bin Ishak                       | 9. August 1965      | 23. November 1970  |
| Yeoh Ghim Seng (interim)              | 23. November 1970   | 2. Januar 1971     |
| Benjamin Henry Sheares                | 2. Januar 1971      | 12. Mai 1981       |
| Yeoh Ghim Seng (interim, zweites Mal) | 12. Mai 1981        | 23. Oktober 1981   |
| Chengara Veetil Devan Nair            | 23. Oktober 1981    | 28. März 1985      |
| Yeoh Ghim Seng (interim, drittes Mal) | 29. März 1985       | 2. September 1985  |
| Wee Kim Wee                           | 2. September 1985   | 1. September 1993  |
| Ong Teng Cheong                       | 1. September 1993   | 1. September 1999  |
| Sellapan Ramanathan                   | 1. Septembers 1999  | 1. September 2011  |
| Tony Tan Keng Yam                     | 1. September 2011   | 1. September 2017  |
| J. Y. Pillay (interim)                | 1. September 2017   | 14. September 2017 |
| Halimah Yacob                         | 14. September 2017  | 13. September 2023 |
| Tharman Shanmugaratnam                | 14. September 2023  |                    |